# Ідрісса Думбія
Ідрісса Думбія (фр. Idrissa Doumbia; нар. 14 квітня 1998, Ямусукро, Кот-д'Івуар) — івуарійський футболіст, опорний півзахисник катарського клубу «Аль-Аглі» і збірної Кот-д'Івуару.

## Клубна кар'єра
Футбольну кар'єру розпочав в івуарійському клубі «Бінжервіль». На кубку афрриканських націй (U-17) відзначився двома голами, збірна Кот-д'Івуара вибула вже за підсумками групового етапу, але привернув до себе увагу «Андерлехта». У березні 2015 року Думбія провів перегляд, але не зміг підписати контракт з клубом оскільки був неповнолітнім, і змушений був дочекатися повноліття, щоб здійснити офіційний перехід. Підписав свій перший професіональний контракт з клубом у квітні 2016 року, коли досяг повноліття. 30 липня 2016 року дебютував за вище вказаний клуб у переможному (2:1) виїзному поєдинку бельгійської Ліги Жупіле проти «Рояль Ексель Мускрон». Думбія вийшов на поле в стартовому складі, а на 64-й хвилині його замінив Стівен Дефур. У сезоні 2016/17 років з «Андерлехтом» виграв титул чемпіона Бельгії. Також зіграв два матчі у Лізі Європи.
Влітку 2017 року відданий в 1-річну оренду в «Зюлте-Варегем». У Суперкубку Бельгії 2017 року він вперше зіграв за «Зульте-Варегем» проти свого материнського клубу «Андерлехта». складі якого дебютував 29 липня 2017 року у переможному (5:0) виїзному поєдинку проти «Ейпена».
22 червня 2018 року було оголошено про його перехід до клубу «Ахмат». 29 червня підписав п'ятирічний контракт із грозненським клубом. Дебютував за грозненський клуб 28 липня 2018 року у програному (0:1) виїзному поєдинку проти «Ростова». В «Ахматі» провів півроку.
15 січня 2019 року став гравцем «Спортінга», який викупив його у «Ахмата» за 3,8 мільйона євро. Угода розрахована до 2024 року, а сума відступних становила 60 мільйонів євро. Дебютував за лісабонський клуб 30 січня 2019 року в нічийному (1:1) поєдинку проти «Віторії» (Сетубал). У сезоні 2018/19 років разом зі «Спортінгом» виграв Кубок Португалії та Кубок Португальської ліги.
4 жовтня 2020 року «Спортінг» віддав Ідріссу в оренду іспанському клубу «Уеска». За нову команду дебютував 7 листопада 2020 року в нічийному (1:1) домашньому поєдинку проти «Ейбара». Провів сезон в «Уесці», яка вилетіла до Сегунда Дивізіону.
31 серпня 2021 року вдруге в кар'єрі став гравцем «Зюлте-Варегема», якому відданий в оренду зі «Спортінга». Проте цього разу в угоді була передбачена можливість викупу контракту івуарійця.

## Кар'єра в збірній
У футболці молодіжної збірної Кот-д'Івуару дебютував 21 березня 2016 року в переможному (3:2) товариському поєдинку проти молодіжної збірної Катару.
У березні 2019 року дебютував за олімпійську збірну Кот-д'Івуару у матчах кваліфікації Кубку африканських націй (U-23) 2019 року. У 2020 році входив до олімпійської збірної Кот-д'Івуару на Олімпійських іграх у Токіо.

## Статистика виступів

### Статистика клубних виступів
Станом на 1 липня 2020
| Клуб                     | Сезон             | Ліга               | Ліга  | Ліга | Кубок | Кубок | Єврокубки | Єврокубки | Інші  | Інші | Загалом | Загалом |
| Клуб                     | Сезон             | Дивізіон           | Матчі | Голи | Матчі | Голи  | Матчі     | Голи      | Матчі | Голи | Матчі   | Голи    |
| ------------------------ | ----------------- | ------------------ | ----- | ---- | ----- | ----- | --------- | --------- | ----- | ---- | ------- | ------- |
| «Андерлехт»              | 2016–17<          | Ліга Жупіле        | 2     | 0    | 1     | 0     | 2         | 0         | —     | —    | 5       | 0       |
| «Зюлте-Варегем» (оренда) | 2017–18           | Ліга Жупіле        | 25    | 1    | 1     | 0     | 5         | 0         | 3     | 0    | 34      | 1       |
| «Ахмат» (Грозний)        | 2018–19           | Прем'єр-ліга Росії | 16    | 1    | 1     | 0     | –         | –         | –     | –    | 17      | 1       |
| «Спортінг»               | 2018–19           | Прімейра-Ліга      | 12    | 1    | 2     | 0     | –         | –         | –     | –    | 14      | 1       |
| «Спортінг»               | 2019–20           | Прімейра-Ліга      | 22    | 0    | 4     | 0     | 6         | 0         | 1     | 0    | 33      | 0       |
| «Спортінг»               | Загалом           | Загалом            | 34    | 1    | 6     | 0     | 6         | 0         | 1     | 0    | 47      | 1       |
| Усього за кар'єру        | Усього за кар'єру | Усього за кар'єру  | 77    | 3    | 9     | 0     | 13        | 0         | 4     | 0    | 103     | 3       |

1. 1 2  Матчі в Лізі Європи
2. ↑  Два матчі в плей-оф Ліги Жупіле, один матч у Суперкубку Бельгії
3. ↑  Матчі в Суперкубку Іспанії

### Статистика виступів за збірну
Станом на 13 січня 2024 року
| Дата      | Місто   | Господарі   | Результат | Гості        | Турнір                                        | Голи | Примітки |
| --------- | ------- | ----------- | --------- | ------------ | --------------------------------------------- | ---- | -------- |
| 17-6-2023 | Ндола   | Замбія      | 3 – 0     | Кот-д'Івуар  | Відбір до Кубка африканських націй 2023       | -    | 46'      |
| 13-1-2024 | Абіджан | Кот-д'Івуар | 2 – 0     | Гвінея-Бісау | Кубок африканських націй 2023 - груповий етап | -    | 90+1'    |
| Усього    |         | Матчів      | 2         |              | Голів                                         | 0    |          |

## Досягнення
«Спортінг»
- Кубок Португалії
  -  Володар (1): 2018/19

Олімпійська збірна Кот-д'Івуару
- Молодіжний (U-23) кубок африканських націй
  -  Фіналіст (1): 2019

Національна збірна Кот-д'Івуару
- Кубок африканських націй
  -  Володар (1): 2024